# Caracalla II
Caracalla II (1942-1955?), dit Caracalla, est un cheval de course pur-sang anglais qui remporta le Prix de l'Arc de Triomphe en restant invaincu tout au long de sa carrière.  

## Carrière de courses
Fleuron de l'élevage Boussac, réputé pour la magnificence de son modèle, Caracalla ne commence sa carrière qu'à trois ans, au printemps 1945, en remportant coup sur coup le Prix Bay Middleton et le Prix Reiset. Plutôt que tenter sa chance dans le Prix du Jockey Club, Charles Semblat, son entraîneur, fait valoir sa tenue en l'alignant dans le Grand Prix de Paris disputé à Longchamp qui vient de rouvrir ses portes après la guerre. Caracalla s'impose devant l'excellent Chanteur et on ne le revoit plus jusqu'à l'automne. Il aurait pu faire un solide favori du Prix de l'Arc de Triomphe, mais Marcel Boussac lui préfère Ardan, le tenant du titre, qui finira deuxième entre Nikellora et Chanteur. Caracalla, lui, est dirigé vers le Prix Royal Oak, qu'il s'adjuge sans coup férir.    
De retour à 4 ans, Caracalla préserve facilement son invincibilité dans les Prix Edgard Gillois et de Dangu. Le voilà prêt à défier les Anglais dans la Gold Cup leur course-reine sur les longues distances, disputée lors du meeting de Royal Ascot. Favori (son frère ainé Marsyas, roi des stayers en Europe, lui a gentiment cédé la place et s'est rabattu sur une autre épreuve de longue haleine disputée le même jour : l'écurie Boussac ne met jamais tous ses œufs dans le même panier), il est à la tête d'un ambitieux contingent français avec Chanteur et Basileus, et l'emporte brillamment devant ses deux compatriotes, loin devant des Anglais terrassés comme rarement. Cette fois Caracalla, qui court assez peu finalement, a bien mérité de tenter sa chance dans l'Arc, nonobstant la distance. Et il y démontre qu'il est bien plus qu'un stayer hors normes. Bien que pris de vitesse, il finit en trombe et domine in extremis, une tête, les 3 ans Prince Chevalier, vainqueur du Jockey Club, et Pirette, lauréate du Prix de Diane. Caracalla n'aura jamais montré ses limites : invaincu, il se retire sur ce huitième et ultime succès. Dans leur livre de référence A Century of Champions, John Randall et Tony Morris considèrent Caracalla comme le meilleur cheval du monde en 1946, et le 17e meilleur cheval français du 20e siècle.  

### Résumé de carrière
| Date        | Hippodrome  | Pays        | Course                    |             | Jockey          | Place       | Écart       | Deuxième         |
| 1945, 3 ans | 1945, 3 ans | 1945, 3 ans | 1945, 3 ans               | 1945, 3 ans | 1945, 3 ans     | 1945, 3 ans | 1945, 3 ans | 1945, 3 ans      |
| ----------- | ----------- | ----------- | ------------------------- | ----------- | --------------- | ----------- | ----------- | ---------------- |
| 26 avril    | Le Tremblay | France      | Prix Bay Middleton        | 2 800 m     | J. Doyasbère    | 1er / 9     | 6           | Phebus           |
| 10 mai      | Le Tremblay | France      | Prix Reiset               | 3 000 m     | J. Doyasbère    | 1er / 7     | 2           | Camarade         |
| 8 juillet   | Longchamp   | France      | Grand Prix de Paris       | 3 000 m     | André Rabbe     | 1er / 13    | 1 ½         | Chanteur         |
| 9 septembre | Longchamp   | France      | Prix Royal Oak            | 3 000 m     | J. Doyasbère    | 1er / 8     | 4           | Basileus         |
| 1946, 4 ans |             |             |                           |             |                 |             |             |                  |
| 1er mai     | Le Tremblay | France      | Prix Edgard Gillois       | 3 800 m     | J. Doyasbère    | 1er / 4     | tête        | Urgay            |
| 9 juin      | Longchamp   | France      | Prix de Dangu             | 4 000 m     | Charlie Elliott | 1er / 5     | 3           | Basileus         |
| 21 juin     | Ascot       | Royaume-Uni | Gold Cup                  | 4 000 m     | Charlie Elliott | 1er / 7     | 2           | Chanteur         |
| 6 octobre   | Longchamp   | France      | Prix de l'Arc de Triomphe | 2 400 m     | Charlie Elliott | 1er / 9     | tête        | Prince Chevalier |

## Au haras
Retiré au haras de son propriétaire, le Haras de Fresnay-le-Buffard en Normandie, Caracalla déçoit comme étalon et il est finalement exporté en Nouvelle-Zélande où il meurt vers 1955.

## Origines
Caracalla est, avec Djebel, le meilleur fils de Tourbillon, un lauréat du Prix du Jockey Club devenu un pilier de l'élevage Marcel Boussac en donnant également Coaraze (Prix du Jockey Club, Grand Prix de Saint-Cloud, Prix d'Ispahan), Goya (St. James's Palace Stakes, deux fois tête de liste des étalons en France), ou encore Ambiorix (Grand Critérium, Prix Lupin, tête de liste des étalons américains en 1961).
Astronomie, la mère de Caracalla, est elle aussi un pilier de l'élevage Boussac. Douée, elle remporte le Prix Chloé en 1935 et termine deuxième du Prix de Flore avant de devenir l'une des plus formidables poulinières de l'histoire, mère de : 
- 1940 - Marsyas (par Trimdon) : l'un des plus grands stayers de l'histoire, quadruple lauréat du Prix du Cadran, double vainqueur du Prix Jean Prat, lauréat de la Goodwood Cup, de la Doncaster Cup et du Prix Kergorlay.
- 1942 - Caracalla
- 1944 - Arbar (par Djebel) : Prix du Cadran, Prix Jean Prat, Gold Cup.
- 1946 - White Rose (par Goya) : 2e Newmarket Oaks.
- 1947 - Asmena (par Goya) : Oaks, 3e Prix Vermeille.
- 1948 - Pharas (par Pharis) : Prix du Lys, Prix Berteux. Étalon de tête au Brésil.
- 1949 - Arbele (par Djebel) : Prix Jacques Le Marois, Prix d'Ispahan, Princess Elizabeth Stakes, Prix Pénélope.
- 1951 - Estremadur (par Djebel) : 3e St. Leger
- 1953 - Floriados (par Djebel) : Prix Hocquart, 2e Grand Prix de Paris.

Le système des courses de groupe n'existait pas à l'époque d'Astronomie, il a été introduit en 1971. Mais si l'on regarde le palmarès de ses produits, on dénombre cinq gagnants de courses équivalent de groupe 1 (et deux placés à ce niveau), ce qui fait d'Astronomie l'égale de Hasili, la seule jument de l'hémisphère nord à avoir produit autant de vainqueurs de groupe 1.

### Pedigree
| Origines de Caracalla (FR), mâle bai né en 1942 | Origines de Caracalla (FR), mâle bai né en 1942 | Origines de Caracalla (FR), mâle bai né en 1942 | Origines de Caracalla (FR), mâle bai né en 1942 |
| ----------------------------------------------- | ----------------------------------------------- | ----------------------------------------------- | ----------------------------------------------- |
| Père Tourbillon                                 | Ksar                                            | Brûleur                                         | Chouberski                                      |
| Père Tourbillon                                 | Ksar                                            | Brûleur                                         | Basse Terre                                     |
| Père Tourbillon                                 | Ksar                                            | Kizik Kourgan                                   | Omnium II                                       |
| Père Tourbillon                                 | Ksar                                            | Kizik Kourgan                                   | Kasbah                                          |
| Père Tourbillon                                 | Durban                                          | Durbar                                          | Rabelais                                        |
| Père Tourbillon                                 | Durban                                          | Durbar                                          | Armenia                                         |
| Père Tourbillon                                 | Durban                                          | Banshee                                         | Irish Lad                                       |
| Père Tourbillon                                 | Durban                                          | Banshee                                         | Frizette                                        |
| Mère Astronomie                                 | Asterus                                         | Teddy                                           | Ajax                                            |
| Mère Astronomie                                 | Asterus                                         | Teddy                                           | Rondeau                                         |
| Mère Astronomie                                 | Asterus                                         | Astrella                                        | Verdun                                          |
| Mère Astronomie                                 | Asterus                                         | Astrella                                        | Saint Astra                                     |
| Mère Astronomie                                 | Likka                                           | Sardanapale                                     | Prestige                                        |
| Mère Astronomie                                 | Likka                                           | Sardanapale                                     | Gemma                                           |
| Mère Astronomie                                 | Likka                                           | Diane Mallory                                   | Nimbus                                          |
| Mère Astronomie                                 | Likka                                           | Diane Mallory                                   | Ferula (famille 9-e)                            |